# Diurnea fagella
Diurnea fagella là một loài bướm đêm thuộc họ Chimabachidae. Nó được tìm thấy ở châu Âu.

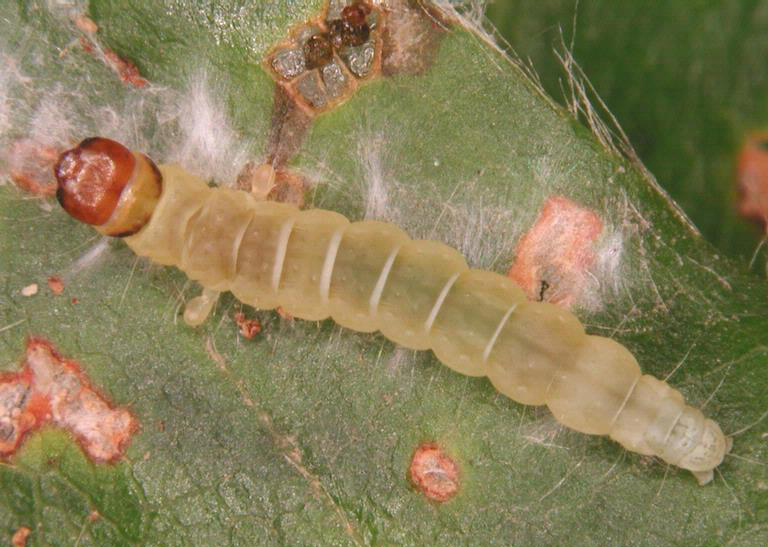
Caterpillar

Sải cánh dài 19–29 mm. The moth gặp ở one generation từ tháng 3 đến tháng 5 tùy theo địa điểm.
Ấu trùng ăn nhiều loài cây rụng lá, such as Birch và Oak.

## Hình ảnh

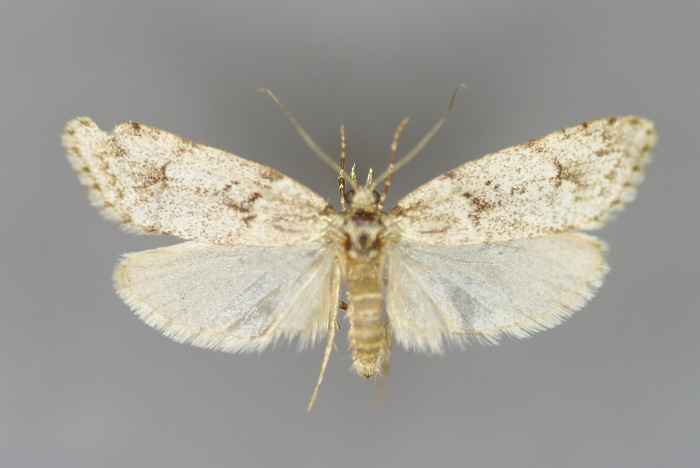
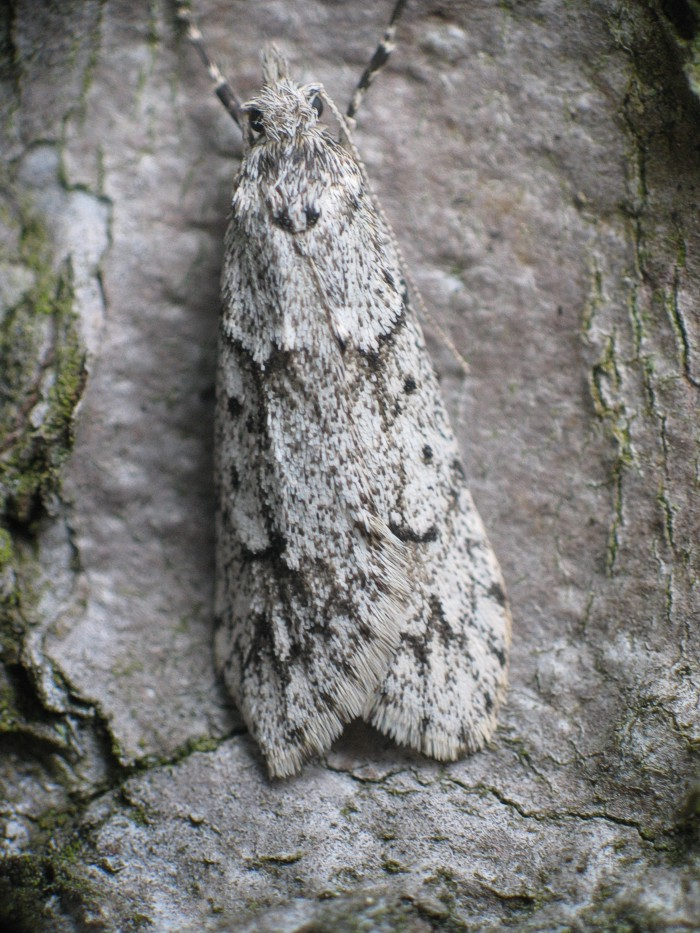
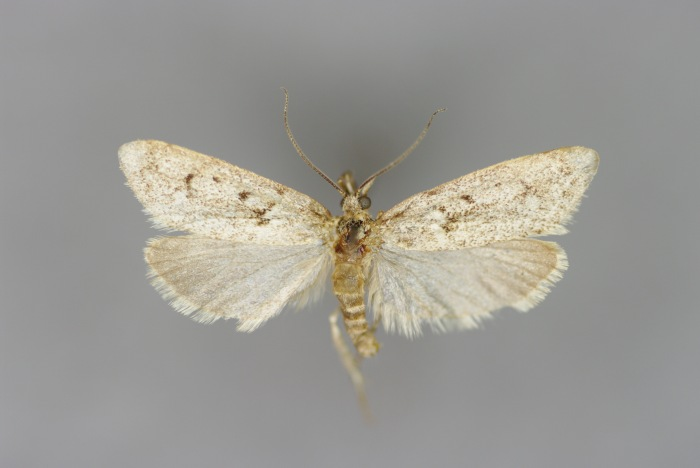
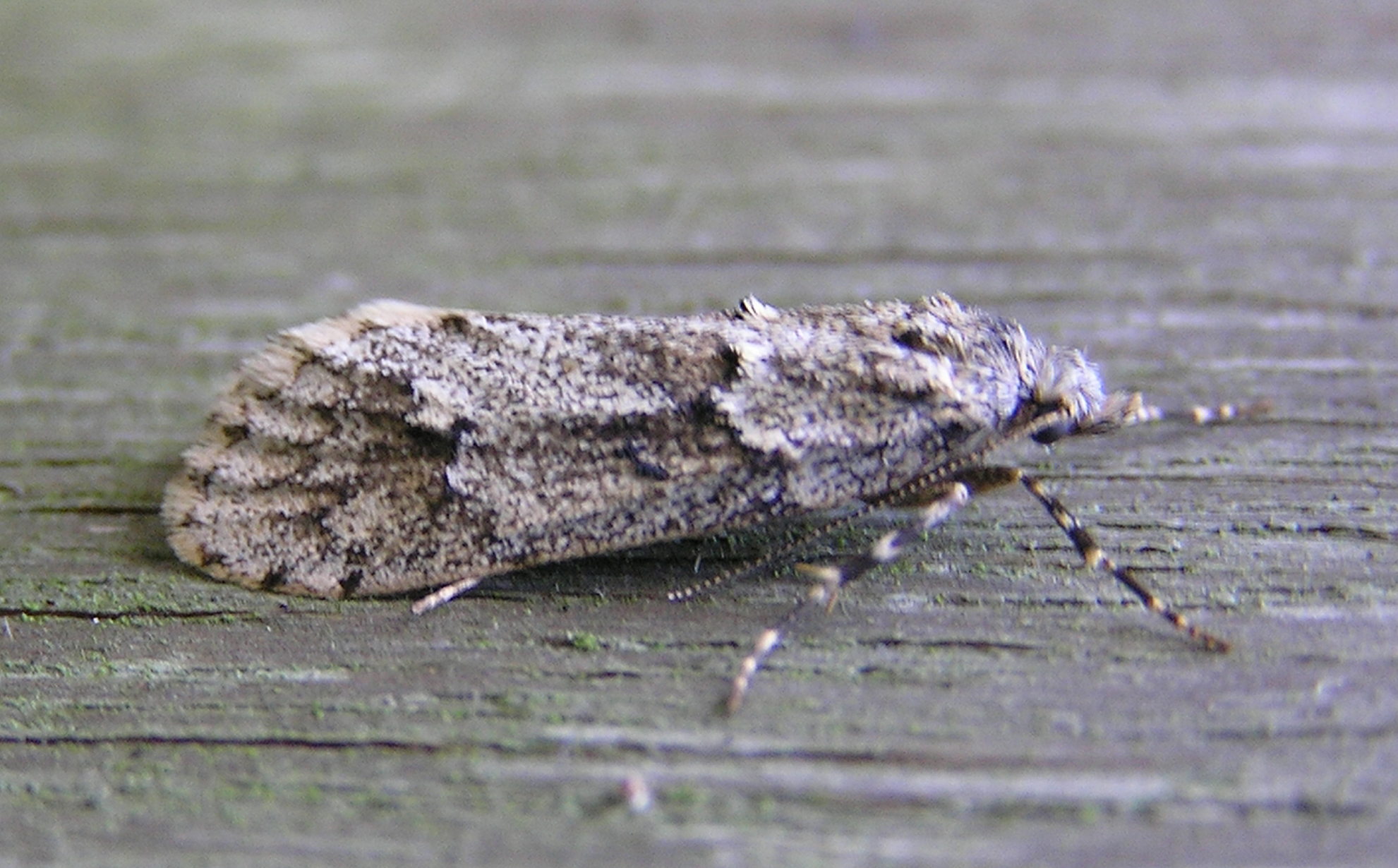